# Peperomia huallagana
Peperomia huallagana är en pepparväxtart som beskrevs av William Trelease. Peperomia huallagana ingår i släktet peperomior, och familjen pepparväxter. Utöver nominatformen finns också underarten P. h. compacta.